# Kopfschütteln

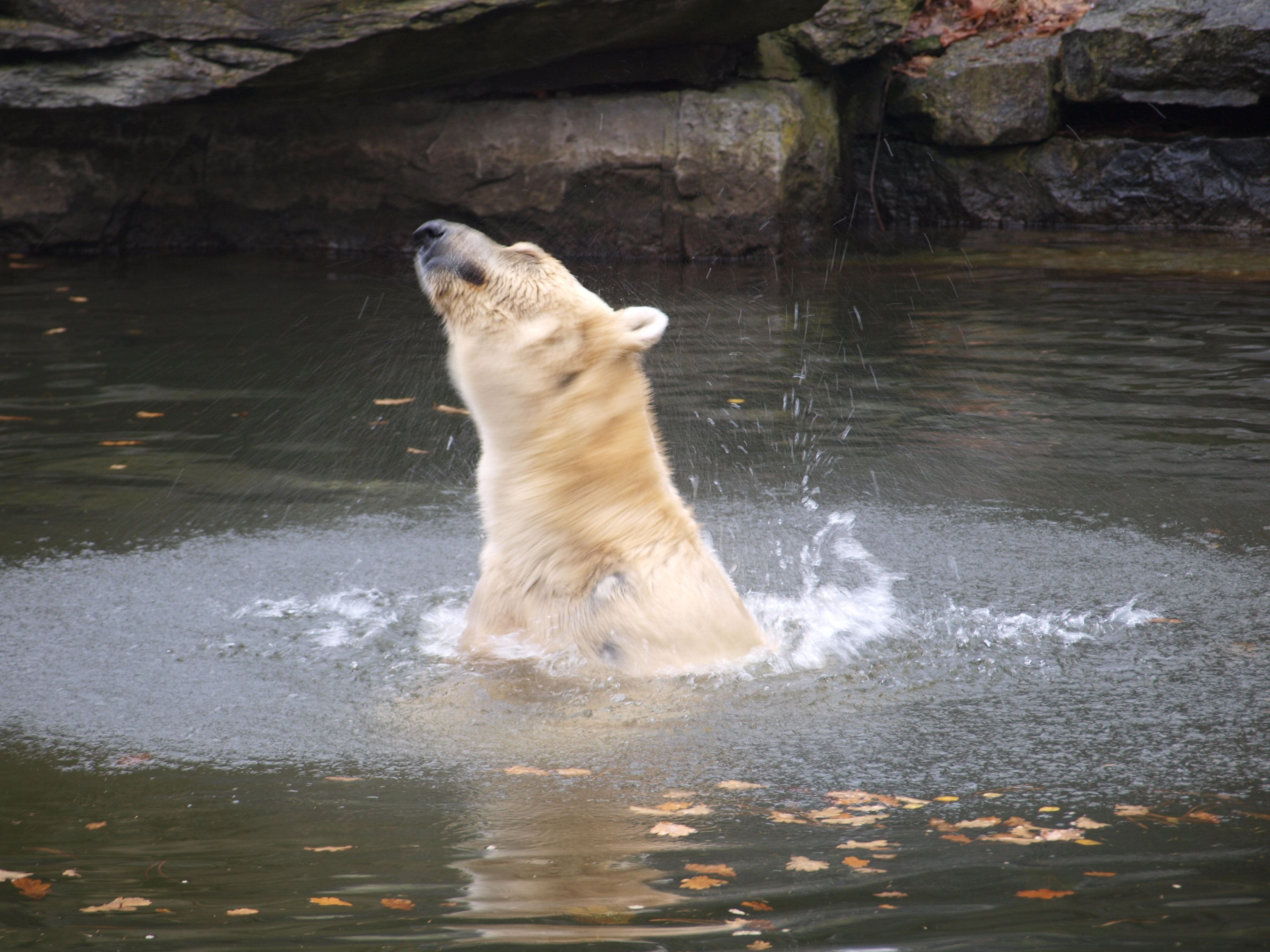
Kopfschüttelnder Eisbär

Als Kopfschütteln wird eine rhythmische Seitwärtsbewegung des Kopfes bezeichnet. Anatomische Voraussetzung ist das Vorhandensein von Halswirbeln und der entsprechenden Nackenmuskulatur.

## Kopfschütteln bei Tieren
Bei Tieren ist das Kopfschütteln als sehr schnelle Hin-und-her-Drehbewegung des Kopfes zu beobachten. Es kann verschiedenen Zwecken dienen, etwa dem Herausschütteln von Wasser aus dem Fell oder bei Raubtieren dem Totschütteln eines Beutetiers. Bei Schwänen und Enten ist das Kopfschütteln ein Teil der Balz.

## Kopfschütteln bei Menschen
Bei Menschen ist das Kopfschütteln eine wesentlich langsamere Bewegung. Es dient der Kommunikation und drückt in den meisten Ländern eine Verneinung oder eine allgemein ablehnende Haltung aus. Das Kopfschütteln wird auch als Geste für „ungläubiges Staunen“ verstanden. Entsprechend bedeutet die Bewertung „[Das ist] zum Kopfschütteln“ etwa dasselbe wie „unverständlich“ oder „unsinnig“.
In einigen Regionen, wie Bulgarien, Nordgriechenland, Palästina, Indien oder Sri Lanka, wird dagegen leichtes Kopfschütteln als Zustimmung verstanden. In Indien werden zwei Arten des Kopfschüttelns unterschieden: die international bekannte Schüttelbewegung um die Längsachse und eine Bewegung um die nach vorne ausgerichtete horizontale Achse (Kopfwackeln).